# MS-Schramberg
Koordinaten: 48° 13′ 58,9″ N, 8° 25′ 40,3″ O
MS-Schramberg (vormals Magnetfabrik Schramberg) ist ein 1963 gegründeter deutscher Magnethersteller aus Schramberg-Sulgen, Baden-Württemberg.

## Geschichte
Die Gründung der Magnetfabrik Schramberg erfolgt 1963 als Hersteller von Hartferritmagneten. Die ersten Produkte waren Gesinterte Hartferritmagnete, die mit anfangs drei Mitarbeitern hergestellt wurden. Seit 1985 werden auch kunststoffgebundene und Seltenerdmagnete hergestellt. 1992 übernimmt die Magnetfabrik die Herstellung von Baugruppen für Kunden. Ab 2005 ergänzen Kunststoffteile das Produktprogramm und 2006 wird eine Produktion für Mikrospritzgießteile aufgebaut. Zum 1. Mai 2008 firmiert die Magnetfabrik Schramberg in MS-Schramberg GmbH & Co. KG um und es wurde mit dem Bau eines 9.000 Quadratmeter großen Produktionswerks begonnen, das 2009 fertiggestellt wurde. Ab 2010 verfügte MS-Schramberg über drei Werke mit einer  Gesamtfläche von insgesamt 28.000 Quadratmeter. Gefertigt werden ca. 5000 kundenspezifische Artikel.

## Geschäftszahlen
Während mit den ersten Produkten 1963 noch etwa 23.000 Euro von drei Mitarbeitern erwirtschaftet wurden, stieg der Umsatz bis 2012 auf rund 84 Millionen Euro. Im Jahr des 50-jährigen Firmenjubiläums 2013 erwirtschaftete MS-Schramberg nach eigenen Angaben einen Umsatz von rund 92 Millionen Euro mit etwa 500 Mitarbeitern.
Im Jahr 2018 wurde ein Umsatz von 109 Millionen Euro erzielt und die Mitarbeiterzahl stieg auf etwa 600 Mitarbeiter.

## Produkte
Pro Jahr werden 20 Millionen Teile, davon 700.000 Ringmagnetsysteme für Automatikgetriebe hergestellt. Zum Produktportfolio von MS Schramberg gehören: Dauermagnete, Dauermagnete (Ferrite), Greifermagnete, Haftmagnete, Haftmagnete (haftgummiert), Hartferritmagnete, Hochenergiemagnete, Kleinmagnete, Magnete (kunststoffgebunden), Magnete (Samarium-Kobalt), Magnetsysteme, Neodym-Eisen-Bor-Magnete, Permanentmagnetbremsen, Permanentmagnetmotoren und magnetische Platten aus Kunststoff.